# بلايني والش
بلايني والش (بالإنجليزية: Blaine Walsh)‏ هو صحفي ومعلق رياضي أمريكي، ولد في 17 أبريل 1925، وتوفي في 5 سبتمبر 1985.